# Bornai Tibor
Bornai Tibor (Budapest, 1955. április 13. –) zenész (énekes-billentyűs), zeneszerző, szövegíró.

## Élete
1970 körül lépett fel először mint énekes-zongorista. 1974-1981 között a Küllőrojt együttesben, majd azt átkeresztelve, az Almáriumban zenélt. Ezután a Kentaur együttesben játszott. 1981–1991 között a KFT szerzője, valamint billentyűs-énekese volt. 1984-től Koncz Zsuzsa, Somló Tamás, Mácsai Pál, Sivók Irén, Nagy Natália, Ács Enikő, Görbe Nóra, Eszményi Viktória Karinthy Vera dalainak zeneszerzője, szövegírója. A Baba Yaga együttes zeneszerző-billentyűse. 2001-ben Ultramarin néven zenekart alapított. 2002-ben életre hívta a Komoly Férfiak produkciót, amelynek albuma (Tesztoszteron) abban az évben jelent meg. 2022-ben énekelt dalszövegeket írt Vivaldi: Négy évszak c. művére.

## Művei

### Musicalek
- Mumus. Zenés gyermekdarab (1994)
- Hókirálynő. Zenés darab Andersen meséje alapján (2000)
- Website Story (2004)

### Szólólemezek
- Átvitt étterem (1993)
- Mágus (1995)
- Énekel a Mikulás. Gyereklemez (1996)
- Balatoni tél (1997)
- Különösen fontos dalok gyűjteménye (2001)
- Gondolkodom, tehát dalok (2009)
- Élő blog (2011)
- Tesztoszteron (2013)
- A repülő ember (2015)
- Dobd el az agyad (2016)
- Felébredt a tél (2016)
- Gladiátor (2016)
- Dobd el az agyad (2016)
- Felébredt a tél (2017)
- Tervezett hiánycél (2017)
- Bérház (2018)
- A szeretet hatalma (2019)
- Butaság és ízléstelenség (2021)
- Dugjuk vissza (2022)

### Könyvei
- A morfondírozás határai. Képzeljük el, mit látnánk az orrunkkal; ill. Nagy Bandó András; Alexandra, Pécs, 2001
- Morfondírozások (2003)
- Lőj az ördögre. Regény. (2009)
- A morfondírozás gólyalábain. Képzeljük el, mit látnánk az orrunkkal!; Unicus, Bp., 2011
- Korlátolt felelősséggel; Unicus Hungary, Bp., 2011
- Az Ecseri úti oroszlán. Rövid történetek apámról és rólam. Írta Bornai Tibor és Bornai Tibor; Jaffa, Bp., 2012
- Ülünk a mólón. Balaton, 2013; Ab Ovo, Bp., 2014
- A sors kvantumfizikája avagy A Bornai-sejtés; Kossuth, Bp., 2015 (Kristályhíd)
- Pedig - haiku kötet. Napkút Kiadó 2020

### Önálló estek
- Fűre Lízni tilos (2006–2007)
- Gondolkodom, tehát dalok (2009–2010)
- Élő blog (2011–)
- A hinta és a tulipán - Karinthy Verával
- Öt Karinthy és én - Karinthy Verával
- Mi van odaát - transzcendens est gitárral és történetekkel
- Üzenet a liftből - KFT dalok egy szál gitárral

### Filmzenék
- Hanyatt-homlok – KFT-vel közösen (r.: Révész György) (1984)

#### Önálló filmzenéi, betétdalai
- Nyolc évszak (tv-sorozat – r.: Várkonyi Gábor) (1986)
- Édes Emma, drága Böbe (r.: Szabó István) (1992)
- Zimmer Feri (r.: Tímár P.) (1997)
- Végre itt a nyár! (r.: Fonyó G.) (2002)
- Olimpiának indult (4 részes tv-sorozat – r.: Zoltán János Péter) (2007)
- Brazilok - játékfilm (M. Kiss Csaba, Rohonyi Gábor) 2017

## Díjai
- Az év szövegírója díj (2001)
- Artisjus-díj (2002)
- A Magyar Köztársasági Érdemrend lovagkeresztje (2006)